# Wytham
Wytham – wieś w Anglii, w hrabstwie Oxfordshire, w dystrykcie Vale of White Horse. Leży 5 km na północny zachód od Oksfordu i 88 km na zachód od Londynu. W 2001 miejscowość liczyła 131 mieszkańców.